# La caduta degli dei
La caduta degli dei (en alemany Götterdämmerung, literalment en català La caiguda dels déus) és una pel·lícula de 1969 dirigida pel cineasta italià Luchino Visconti. Està ambientada en els darrers dies de la República de Weimar, amenaçada per l'ascens del partit nazi, i se centra en l'ocàs dels Essenbeck, una opulent família d'industrials que pretén sanejar el seu negoci mitjançant la cooperació amb el règim nacionalsocialista, amb el resultat que d'aquesta manera s'acaba cavant la seva pròpia fossa.
El títol fa al·lusió a la quarta part de L'anell del nibelung de Richard Wagner, que en italià es coneix per Il crepuscolo degli dei (El capvespre dels déus).
La caduta degli dei és considerada com la primera part de la "trilogia alemanya" de Visconti, completada amb Morte a Venezia (1971) i Ludwig (1972).

## Argument
La nit del 27 de febrer de 1933, la poderosa i influent família dels Essenbeck es reuneix a Oberhausen per celebrar l'aniversari del baró Joachim von Essenbeck, un exponent de l'antiga aristocràcia alemanya, patriarca d'una família d'industrials i opositor a Hitler.
Al sopar hi assisteix Aschenbach, un general de les SS emparentat llunyanament amb els Essenbeck, el qual ha arribat acompanyat de Friedrich Bruckmann, un empleat de la família que manté una relació sentimental amb Sophie, viuda de l'únic fill de baró, mort durant la primera guerra mundial, i mare de Martin, l'únic descendent directe del baró i major accionista de l'empresa.
La vetllada és interrompuda per la sobtada notícia de l'incendi del Reichstag quan Martin duia a terme el seu espectacle disfressat de Marlene Dietrich i interpretant una cançó de la pel·lícula Der blaue Engel. L'esdeveniment també agilitza la destitució de Herbert Thalmann com a vicepresident de l'empresa, que durant el sopar és informat sobre la seva substitució per Konstantin, un altre net del baró i oficial de les SA.
Conscient de la naturalesa ambiciosa de Friedrich i de la seva privilegiada relació amb Sophie, el general Aschenbach el persuadeix per a matar el baró i assumir així el control de l'empresa. El pla d'assassinat, que serà atribuït a Herbert, té en realitat per objectiu allunyar a Konstantin del poder, ja que les SS desconfien de l'excessiva acumulació de poder per part de les SA.
L'endemà el baró és trobat assassinat al seu dormitori, i Herbert aconsegueix fugir quan les tropes de la Gestapo ja s'havien presentat a la mansió per detenir-lo. La seva esposa i les seves filles, però, són detingudes per ser enviades al camp de concentració de Dachau.
Tot està preparat perquè Friedrich assumeixi el control de l'empresa. Això no obstant, un crim perpetrat per Martin permet que Konstantin recuperi el poder. L'amoral i pedòfil net del baró ha abusat sexualment d'una nena jueva que posteriorment es suïcida i Konstantin utilitza els seus contactes amb la policia per fer xantatge a Sophie i aconseguir un traspàs de poders de Friedrich cap a ell.
Friedrich aprofita la nit dels ganivets llargs, representada per una fausta orgia homosexual de les SA que acaba en una sanguinària massacre, per portar a terme la seva venjança contra Konstantin, al qual assassina. Friedrich i Sophie veuen així consumades les seves aspiracions per assumir el control de l'empresa. Això no obstant, la parella constata amb resignació que ha perdut el favor del règim nazi, que s'inclina ara per Martin, l'oblidat net amb el qual cap membre de la família havia comptat i al qual Aschenbach, mitjançant xantatge, obliga a fer-se membre de les SS i assumir la direcció de l'empresa.
Cec per l'odi i l'afany de poder, Martin viola a la seva mare amb l'objectiu d'humiliar-la i destruir-la, abans d'obligar-la també a oficialitzar, mitjançant el matrimoni, la seva relació amb Friedrich. Després de la boda, Martin entrega verí als dos nuvis, els quals són invitats a cometre un suïcidi conjunt, el qual no tenen més remei que portar a terme perquè són conscients que han perdut la lluita pel poder de l'empresa i els seus crims han sigut descoberts.
Al final, Martin roman l'únic hereu de la fàbrica d'acer dels Essenbeck, però el seu poder ha quedat alhora submís a la voluntat del règim nacionalsocialista.

## Repartiment
| Actor / actriu original | Personatge fictici                   |
| ----------------------- | ------------------------------------ |
| Dirk Bogarde            | Friedrich Bruckmann                  |
| Ingrid Thulin           | Sophie von Essenbeck, mare de Martin |
| Helmut Griem            | General Aschenbach                   |
| Helmut Berger           | Martin von Essenbeck                 |
| Renaud Verley           | Gunther von Essenbeck                |
| Umberto Orsini          | Herbert Thallman                     |
| Reinhard Kolldehoff     | Konstantin von Essenbeck             |
| Albrecht Schoenhals     | Joachim von Essenbeck                |
| Florinda Bolkan         | Olga                                 |
| Nora Ricci              | Governador                           |
| Charlotte Rampling      | Elisabeth Thallman                   |
| Irina Wanka             | Lisa                                 |
| Karin Mittendorf        | Thilde Thallman                      |
| Valentina Ricci         | Erika Thallman                       |
| Wolfgang Hillinger      | Janek                                |
| Ester Carloni           | Madeline                             |

## Premis i nominacions

### Nominacions
- 1970. Oscar al millor guió original per Nicola Badalucco, Enrico Medioli i Luchino Visconti
- 1970. Globus d'Or a la millor nova promesa masculina per Helmut Berger